# يسبر كوش
يسبر كوش (بالدنماركية: Jesper Koch)‏ هو ملحن دنماركي، ولد في 5 سبتمبر 1967.

## وصلات خارجية
- يسبر كوش على موقع ميوزك برينز (الإنجليزية)
- يسبر كوش على موقع أول ميوزيك (الإنجليزية)